# Бербероглу, Энис
Кадри Энис Бербероглу (род. 1 апреля 1956) — турецкий политик и журналист.

## Биография
Родился 1 апреля 1956 года в Стамбуле. В 1975 году окончил австрийский лицей там же. Получил степень магистра эконометрики в Босфорском университете. Заявлял, что его родители являются социалистами, поэтому является потомственным социал-демократом.
С 1981 года работал журналистом в газете «Dünya», впоследствии перешёл на работу на канал «CNN Türk», также занимал должность редактора в газетах «Hürriyet» и «Radikal». С 29 декабря 2009 года по 10 августа 2014 года занимал должность генерального директора по публикациям в «Hürriyet». Покинул пост из-за растущего политического давления, оказываемого на газету. С октября 2014 года работал в газете «Sözcü».

### Политическая карьера
6 сентября 2014 года на 18-м внеочередном конгрессе республиканской народной партии Бербероглу был избран членом совета партии. 14 сентября того же года он был назначен заместителем председателя партии Кемаля Кылычдароглу по связям со СМИ и коммуникациям. В июне 2015 года был избран членом Великого национального собрания.
В мае 2016 года с Бербероглу по решению парламента была снята депутатская неприкосновенность. В июне 2017 года он был признан виновным в государственной измене за передачу фото- и видео- материалов журналистам газеты «Cumhuriyet», на которых были запечатлены грузовики с оружием, предположительно предназначавшиеся для снабжения боевиков сирийской оппозиции, и приговорён к 25 годам лишения свободы. Ранее по тому же делу были осуждены журналисты Джан Дюндар и Эрдем Гюль.
Однопартиец осуждённого Энгин Алтай заявил, что дело сфабриковано, а решение суда было «продиктовано правящей партией».
Арест Бербероглу стал поводом для массовой акции протеста, получившей название «марш справедливости», в ходе которой тысячи людей прошли от Анкары до Стамбула.